# Porta dos Mortos na Basílica de São Pedro
A Porta dos Mortos, também conhecida como Porta da Morte, é uma porta de bronze esculpida por Giacomo Manzù entre 1961 e 1964 por encomenda do Papa João XXIII. Localizada no lado esquerdo do nártex da Basílica de São Pedro, na Cidade do Vaticano, ela dá acesso ao interior da basílica. Recebe o nome de Porta dos Mortos devido ao seu uso tradicional como saída para os cortejos fúnebres.

## Elementos
A porta é composta por dez painéis que retratam o significado cristão da morte. Os painéis estão dispostos em cinco linhas e duas colunas. A metade superior da porta representa as mortes de Jesus e Maria, distribuídas em dois painéis. Os dois painéis centrais mostram um ramo de videira e trigo, que se transformam em vinho e pão em homenagem simbólica à Eucaristia. Os painéis inferiores retratam as mortes de Abel, São José, São Pedro, Papa João XXIII, Santo Estêvão, Papa Gregório VII, e duas alusões à personificação da Morte. Abaixo dessas representações, há uma fileira de seis animais: um melro, um arganaz, um ouriço, uma coruja, uma tartaruga e um corvo. O interior da porta mostra a dedicatória do artista ao Papa João XXIII, um retrato de João XXIII recebendo os bispos no primeiro dia do Concílio Vaticano II.
Manzù assinou a obra no interior, com a marca da mão direita.

## Controvérsia
A porta é considerada a obra mais polêmica de Manzù. As representações corporais da morte foram consideradas perturbadoras por alguns funcionários do Vaticano, que preferiam representações de natureza mais espiritual. As autoridades também estavam cautelosas em relação à ideologia comunista professada por Manzù e às alusões a execuções de fascistas nos painéis da porta. Apesar dessas controvérsias, a porta permaneceu em exibição na basílica.